# Gakuen Babysitters
School Babysitters (jap. 学園ベビーシッターズ, Gakuen Bebīshittāzu) ist eine japanische Manga-Serie von Hari Tokeino, die seit 2009 erscheint. 2018 wurde eine Anime-Fernsehserie ausgestrahlt. Mit der 7. DVD- und Blu-Ray-Veröffentlichung wurde auch eine Zusatzfolge veröffentlicht.

## Charaktere

### Schüler/Teenager
Kashima Ryūichi ist ein Schüler. Nach dem Tod seiner Eltern werden er und sein jüngerer Bruder von der Vorsitzenden adoptiert. Er kümmert sich um seinen Bruder und arbeitet außerhalb der Unterrichtsstunden in der Kindertagesstätte der Schule. Er wird von den Tageskindern und praktisch allen, denen er begegnet, als sympathisch angesehen.
Kamitani Hayato ist Ryūs stoischer Klassenkamerad und Mitglied des Babysitting-Clubs.
Inomata Maria ist eine ernsthafte Schülerin und belegte den 1. Platz in der Oberstufe (1-A). Sie ist eine Verfechterin der Regeln und schimpft mit Schülern, die zu anderen Zwecken als zum Lernen in die Schule gehen. Im Laufe der Serie schließt sie Freundschaften und geht weniger streng mit sich selbst und ihren Mitmenschen um.
Ushimaru Yuki ist Ryūichis Klassenkameradin und insgeheim in ihn verliebt. Das Mitglied des Tennisclubs ist es nicht gewohnt, mit Kindern zusammen zu sein und ist überfordert, wenn sie von ihnen geärgert wird. Sie freundet sich mit Inomata an, teilweise aufgrund ihrer gegenseitigen Sympathie für Ryūichi.
Inui Hiroyuki ist ein unglücklicher Student im zweiten Jahr und stellte sich als verliebt in Yukari (Midoris Mutter) vor. Er überwindet seine Schwärmerei und verliebt sich in Inomata. Manchmal hilft er Kotarō in seiner Verkleidung und veranlasst das Kleinkind, seine geheime Identität als Helden anzubeten.
Nezu Chūkichi ist Tomoyas bester Freund und Klassenkamerad in der fortgeschrittenen Klasse (1-A), wo er nach Inomata auf Platz 2 liegt. Er gilt als sehr praktisch schlau, stammt aus armen Verhältnissen und hat fünf Geschwister.
Yagi Tomoya ist Inomatas Klassenkamerad in der fortgeschrittenen Klasse (1-A) und bester Freund Nezus. Er bricht in Nasenbluten aus, wenn er eines der Kinder sieht, und wird daher oft als pervers deklariert. Sein fröhliches Auftreten verbirgt sein Gefühl der Einsamkeit, das durch die Geschäftigkeit seiner Schwester und die ständige Abwesenheit der Eltern verursacht wird.

### Kinder
Kashima Kotarō ist Ryūichis jüngerer Bruder. Er war ein Baby, als seine Eltern starben, und ist sehr eng mit Ryū befreundet. Er zeigt seine Empfindungen kaum, aber man kann leicht erkennen, was er fühlt. Er ist mit allen in der Kindertagesstätte sehr gut befreundet.
Kamitani Taka ist Hayatos frecher kleiner Bruder und einer der Kinder der Kindertagesstätte. Er ist der Sohn des Mittelschullehrers für Naturwissenschaften Shizuka und des Chemielehrers an der Oberschule Hebihara Taizō.
Kumatsuka Kirin ist die selbstbewusste Tochter der Schauspiellehrer Yayoi und Satoru. Sie wird im Babysitting-Club betreut.
Mamizuka Takuma ist der ältere, energiegeladene der Mamizuka-Zwillinge und Sohn des Sportlehrers Umi und des Schauspielers Kōsuke. Er wird im Babysitting-Club betreut.
Mamizuka Kazuma ist der jüngere, tränenreiche der Mamizuka-Zwillinge. Er wird im Babysitting-Club betreut.
Sawatori Midori ist das einzige Baby in der Kindertagesstätte und normalerweise unter der Aufsicht von Usaida. Sie ist die Tochter von Yukari, die im Büro der Oberschule arbeitet, und Yutaka.

### Mitarbeiter / Eltern
Morinomiya Yōko ist die strenge, aber heimlich fürsorgliche Vorsitzende der Schule. Ihr Sohn und ihre Schwiegertochter starben bei demselben Flugzeugabsturz wie die Eltern der Kashima-Brüder. Ryūichi und Kotarō nennen sie „Großmutter“.
Saikawa Keigo ist ein Mitarbeiter der Vorsitzenden, über den nur wenig bekannt ist. Er gilt als ihr Butler, obwohl seine offizielle Berufsbezeichnung unbekannt ist, und arbeitet auch als ihr Sekretär. Er kann sich schnell an jede Situation anpassen und übermäßig aufrichtig sein.
Kamitani Shizuka: Die Mutter von Taka und Hayato ist Mittelschullehrerin für Naturwissenschaften und ehemals mit Hebihara Taizō verheiratet.
Hebihara Taizō ist der strenge Oberschul-Chemielehrer und Takas und Hayatos Vater, jedoch geschieden von Shizuka.
Kumatsuka Yayoi ist eine leise sprechende Theaterlehrerin und Mutter von Kirin, die es genießt, Ryũichi mit Kostümen aus der Theaterabteilung zu verkleiden. Sie ist verheiratet mit Satoru.
Kumatsuka Satoru ist ein freiberuflicher Fotograf, Kirins Vater und Yayois Ehemann. Er ist sehr beschützerisch gegenüber seiner Tochter Kirin und verbietet ihr, einen der Jungen in der Kindertagesstätte, insbesondere Kotaro, zu küssen oder ihnen nahe zu kommen. Satoru wird auch extrem eifersüchtig, wenn seine Frau Yayoi mit jemandem des anderen Geschlechts spricht. Er ist ein sehr lebhafter Mensch, wenn seine Tochter in der Nähe ist, und hat immer eine Digitalkamera in der Hand, um Bilder aufzunehmen.
Mamizuka Umi ist Kazumas und Takumas Mutter. Sie ist Sportlehrerin an der Morinomiya-Akademie. Sie teilt eine fröhliche Persönlichkeit mit ihrem Sohn Takuma und tröstet oft ihren schüchterneren Sohn Kazuma sowie ihren ebenso schüchternen Ehemann Kōsuke.
Mamizuka Kōsuke ist Kazumas und Takumas Vater. Er ist auch ein berühmter Schauspieler und bei seinen Fans sehr beliebt. Doch kann er deswegen seine Söhne nicht so oft sehen, wie er wollte, was dazu führte, dass sich Kazuma und Takuma von ihm distanzierten. Mit Ryūichis Ermutigung überwindet er jedoch letztendlich diese Barriere. Er ist eine Heulsuse und im Gegensatz zu seiner Schauspielerpersönlichkeit sehr schüchtern und emotional, aber auch freundlich. Er erscheint häufig in skizzenhaften Verkleidungen.
Sawatori Yukari ist die freundliche Mutter des Babys Midori und verheiratet mit Yutaka. Sie arbeitet im Büro der Oberschule als Empfangsdame.
Sawatori Yutaka ist Midoris Vater und Yukaris Ehemann. Seine Arbeit als Archäologe hält ihn häufig auf Expeditionen von zu Hause fern. Sein Gesicht wird selten gezeigt und der untere Teil seines Gesichts ist normalerweise mit einem riesigen Bart bedeckt. Er hat eine tiefe, dröhnende Stimme in der Anime-Serie, die ihn viel älter wirken lässt als er tatsächlich ist.
Usaida Yoshihito ist ein schläfriger Tagesstätten-Mitarbeiter und deren einziger offizieller Angestellter. Insgeheim ist er eine ernsthafte und fleißige Person.

## Veröffentlichung des Mangas
Der Manga erscheint seit 2009 im Shōjo-Manga-Magazin LaLa. Dessen Verlag Hakusensha bringt diese auch in bisher 26 Tankōbon-Bänden heraus (Stand: Dezember 2024). Der 18. Band verkaufte sich in den ersten beiden Wochen nach Veröffentlichung über 90.000 Mal in Japan. Eine französische Fassung erscheint bei Glénat und eine chinesische bei Tong Li Publishing.

## Anime
2018 entstand bei Studio Brain’s Base eine Adaption des Mangas als Anime-Serie für das japanische Fernsehen. Bei der Produktion führte Shūsei Morishita Regie und Hauptautor war Yūko Kakihara. Das Charakterdesign entwarf Mina Ōsawa. Die zwölf je 24 Minuten langen Folgen wurden vom 7. Januar bis zum 25. März 2018 von Tokyo MX, Sun TV, BS11 ausgestrahlt. Mit der 7. DVD- und Blu-Ray-Veröffentlichung wurde auch eine Zusatzfolge veröffentlicht. Die Plattform Crunchyroll veröffentlichte den Anime international mit Untertiteln unter anderem in Englisch.

### Synchronisation
| Rolle                         | japanischer Sprecher (Seiyū) |
| ----------------------------- | ---------------------------- |
| Ryūichi Kashima               | Kōtarō Nishiyama             |
| Kotarō Kashima                | Nozomi Furuki                |
| Kazuma Mamizuka               | Atsumi Tanezaki              |
| Takuma Mamizuka               | Ayaka Saito                  |
| Keigo Saikawa                 | Daisuke Ono                  |
| Midori Sawatari Yuki Ushimaru | Kaede Hondo                  |
| Kirin Kumatsuka               | Konomi Kohara                |
| Chūkichi Nezu                 | Motohiro Ōta                 |
| Maria Inomata                 | Satomi Akesaka               |
| Yoshihito Usaida              | Tomoaki Maeno                |
| Yōko Morinomiya               | Tomoko Miyadera              |
| Tomoya Yagi                   | Toshiyuki Someya             |
| Hiroyuki Inui                 | Yoshimasa Hosoya             |
| Hayato Kamitani               | Yuichiro Umehara             |
| Taka Kamitani                 | Yuko Sanpei                  |

### Musik
Die Musik der Serie wurde komponiert von Ruka Kawada. Das Vorspannlied ist Endless happy world von Daisuke Ono und der Abspann ist unterlegt mit dem Lied Oshiete yo von Hyorotto Danshi.